# 6639 Marchis
6639 Marchis este un asteroid din centura principală, descoperit pe 25 septembrie 1989, de Henri Debehogne.